# Partito Democratico del Turkmenistan
Il Partito Democratico del Turkmenistan (in turkmeno: Türkmenistanyň Demokratik partiýasy, TDP) è il partito politico predominante del Turkmenistan, governante in maniera dispotica ed autoritaria dal 1991.
Il TDP fu fondato da Saparmyrat Nyýazow, ex-dirigente del Partito Comunista, noto per la sua eccentricità. Con la sua salita al potere, instaurò un governo dittatoriale, reprimendo le opposizioni ed attribuendosi pieni poteri.

## Presidenti
| Presidente                | Periodo                            | Note                                                                                    |
| ------------------------- | ---------------------------------- | --------------------------------------------------------------------------------------- |
| Saparmyrat Nyýazow        | 16 dicembre 1991- 21 dicembre 2006 | morto in carica                                                                         |
| Gurbanguly Berdimuhamedow | 21 dicembre 2006- 18 agosto 2013   | presidente "ad interim" fino al 4 agosto 2007, dimessosi dalla carica il 18 agosto 2013 |
| Kasymguly Babaýew         | 18 agosto 2013- 3 aprile 2018      |                                                                                         |
| Ata Serdarow              | 3 aprile 2018- in carica           |                                                                                         |

## Risultati elettorali
| Elezione          | % | Seggi    |
| ----------------- | - | -------- |
| Parlamentari 2018 |   | 55 / 125 |
| Parlamentari 2023 |   | 65 / 125 |